# Ormone di rilascio della tireotropina
L'ormone di rilascio della tireotropina o TRH (acronimo dall'inglese thyrotropin releasing hormone), TRF (thyrotropin releasing factor) o tireoliberina è un ormone che viene rilasciato dai neuroni del nucleo paraventricolare dell'ipotalamo nella circolazione ipotalamica. La circolazione ipotalamica avviene per mezzo di vasi sanguigni che poi capillarizzano di nuovo a livello adenoipofisario, formando il circolo portale ipofisario. Qui il TRH stimola la secrezione delle cellule tireotrope (che fanno secrezione di TSH); il TSH a sua volta agirà a livello della tiroide promuovendo la secrezione di ormoni tiroidei e il trofismo della tiroide. Questo asse è detto asse ipotalamo-ipofisi-tiroide.
Il TRH è inoltre in grado di stimolare la secrezione di prolattina e dell'ormone della crescita (GH) , sempre a livello dell'adenoipofisi (rispettivamente cellule lattotrope e somatotrope).